# Гірські луки та чагарники Північно-Західних Гімалаїв
Гірські луки та чагарники Північно-Західних Гімалаїв — екорегіон альпійських лугів та чагарників, розташований на високогір'ях північного заходу Гімалаїв у Китаї, Індії та Пакистані.

## Передмова
Гірські луки та чагарники Північно-Західних Гімалаїв охоплюють 49,400 км² на висотах від 3300 — 3600 метрів на північному заході Гімалаїв. Зустрічаються в штатах Хімачал-Прадеш і Джамму і Кашмір на північному заході Індії і північному Пакистані, особливо в Кашмірі.

## Флора
Представники роду Rhododendron зустрічаються в чагарниках поблизу межі лісу, що представлено ялівцем і березою. Хоча кілька видів рододендрону і зустічається, видове різноманіття в цьому екорегіоні значно менше ніж в східній Гімалаях, де 60 видів представлені в субальпійских хвойних лісах північно-східних Гімалаїв.
Трав'янисті рослини представлені Doronicum, Delphinium, Gentiana, Meconopsis, Pedicularis, Anemone, Aster, Polygonum, Primula, та Mertensia. Scree habitats include . На осипах зустрічаються Caragana, Saxifraga, Draba, та Gypsophila.

## Фауна
Вісімдесят видів ссавців представлені в цьому екорегіоні. Він є домівкою сніговому барсу і тибетському вовку. Інші ссавці - це Capra ibex, Capra falconeri , Pseudois nayaur, Hemitragus jemlahicus і Marmota himalayana.
Також представлено 172 види птахів, сред них: Gypaetus barbatus, Aquila chrysaetos, Gyps himalayensis, Lerwa lerwa, Tetraogallus tibetanus та Tetraogallus himalayensis.

## Природоохоронні зони
- Долина Пін (національний парк)
- Великі Гімалаї (національний парк)
- Киштвар (національний парк)